# 波瀾万丈、椿唄
「波瀾万丈、椿唄」(はらんばんじょう、つばきうた)は、日本のヴィジュアル系バンド、R指定が2010年12月8日に発売した、通算7枚目となるシングル。

## 概要
- 前作「ギラつく太陽」から4か月後にリリースされた。
- 通常盤と初回限定盤の2形態でのリリースで、2000枚限定の初回限定盤には、表題曲「波瀾万丈、椿唄」のPVとメイキング映像が収録されたDVDが封入されている。

## 収録曲

### CD

#### 初回限定盤
1. 波瀾万丈、椿唄
和の雰囲気のダンスナンバー。
タイトルの由来は「上京してからの1年間、波乱万丈だったなという思い」。[1]
インタビュー等でマモが自身の中で良くできた楽曲を挙げる際、この曲を挙げることが多い。[2]
後にカバーシングル「妄想日記」にて、新バージョンが再録された。
ライブ・ビデオ集『映像盤。参』には、アルバムツアー『R-shitei oneman tour 2013 VISUAL IS DEAD』の最終公演だった2013年12月6日の渋谷公会堂公演のライブの映像が収録されている。また、PVは本作の他にも、ビデオ・クリップ集『映像盤。』にも収録されている。
2. ガレキの心臓
ビデオ・クリップ集『映像盤。』の初回限定盤には、ツアー『Tour ”DOKUMORU”』の最終公演であった2011年8月8日の東京豊島公会堂公演のライブの映像が収録されている。
3. Re:センチメンタル
初回限定盤のみの収録。「センチメンタル」のアレンジ版。
ピアノはマモと親交のあるxTRiPxのボーカルYo-shiTが演奏している[1]。

#### 通常盤
1. 波瀾万丈、椿唄
2. 青春はリストカット
通常盤のみ収録。
メンバー全員で作曲した曲で、楓曰く「昭和歌謡をノリノリにした感じ」[1]。
後にリメイクした同タイトルのシングルが発売されたが、メンバー自身は「新曲と言っていい」と語っている。[3]

1. ガレキの心臓

### 初回限定盤DVD
1. 波瀾万丈、椿唄 PV
2. 波瀾万丈、椿唄 PV Making

## 収録アルバム
オリジナルアルバム
- 『日本沈没』(#1)

## 収録映像作品
PV収録作品
- 『映像盤。』(#1)

ライブ映像収録
- 『映像盤。参』(#1)
- 『映像盤。』 (#2,初回限定盤のみ)